# Astragalus purpurascens
Astragalus purpurascens är en ärtväxtart som beskrevs av Aleksandr Andrejevitj Bunge. Astragalus purpurascens ingår i släktet vedlar, och familjen ärtväxter. Inga underarter finns listade i Catalogue of Life.